# Eets
Eets est un jeu vidéo de réflexion développé et édité par Klei Entertainment, sorti en 2006 sur Windows, Mac OS et Xbox Live Arcade. Il a pour suite Eets Chowdown et Eets Munchies.
Il est cité dans Les 1001 jeux vidéo auxquels il faut avoir joué dans sa vie.

## Accueil
- Jeuxvideo.com : 14/20[1]